# Elaver tigrinella
Elaver tigrinella là một loài nhện trong họ Clubionidae.
Loài này thuộc chi Elaver. Elaver tigrinella được Carl Friedrich Roewer miêu tả năm 1951.